# Ma.Bra. E.P. Volume 3
Ma.Bra. E.P. Volume 3 è un singolo dell'anno 2008, del dj italiano Maurizio Braccagni in arte Ma.Bra.

## Tracce
1. La Musica Del Futuro (ft. Spanic Boy) 5:22
2. Calabria 5:22
3. Pull Over 5:25
4. Where We Are (DJ Roxx Rmx) 5:39